# Asopinae
Asopinae es una subfamilia de la familia Pentatomidae. Son insectos predadores y son útiles como controles biológicos de plagas. Hay aproximadamente 300 especies en 66 géneros. Son de distribución cosmopolita.
Una especie usada como control biológico de numerosas plagas es Podisus maculiventris de distribución en Norteamérica.

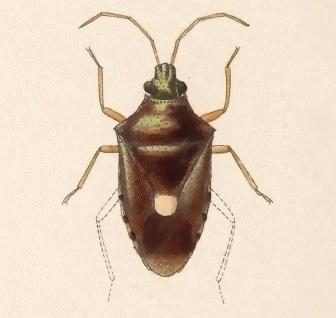
Tynacantha splendens

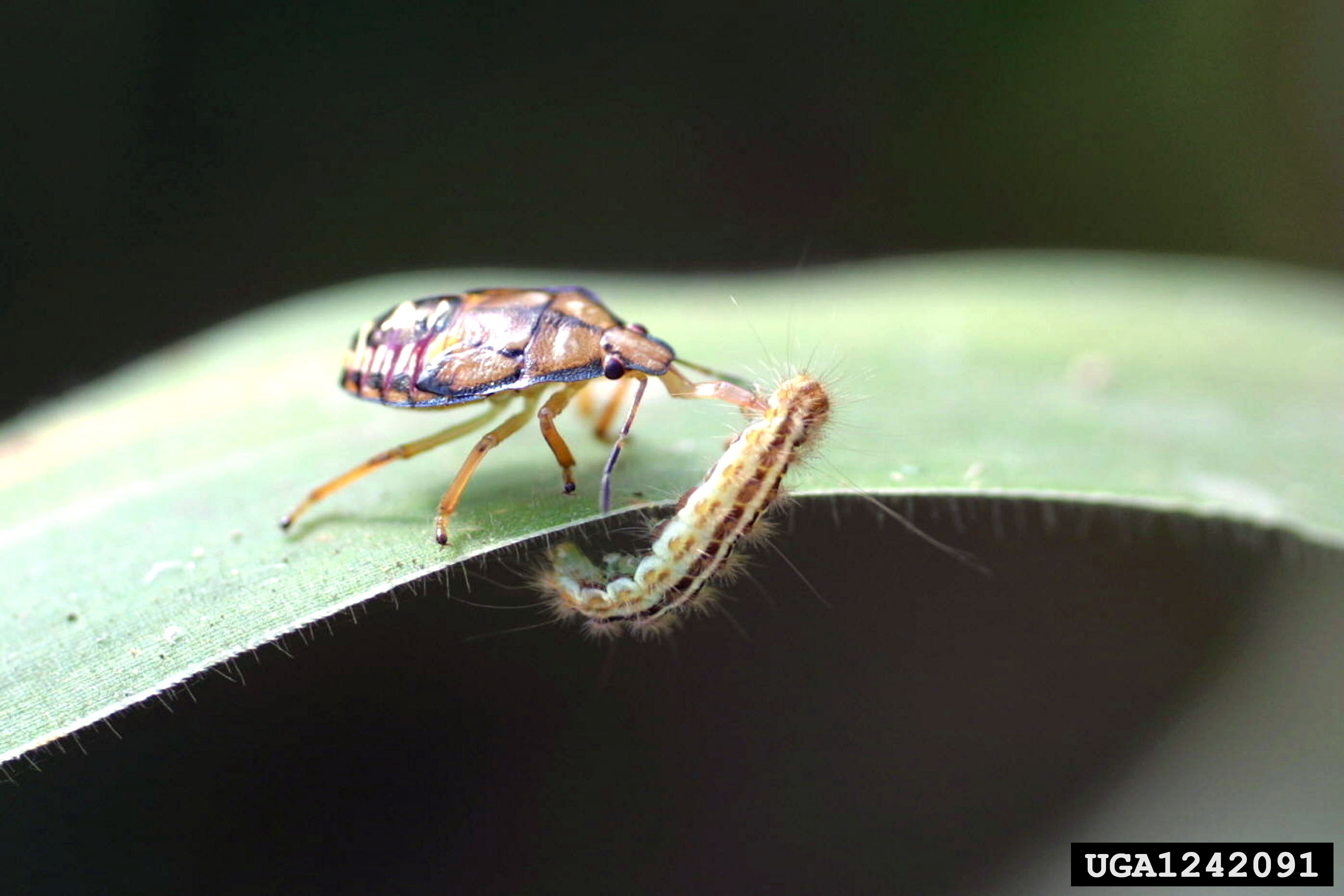
Podisus maculiventris, ninfa

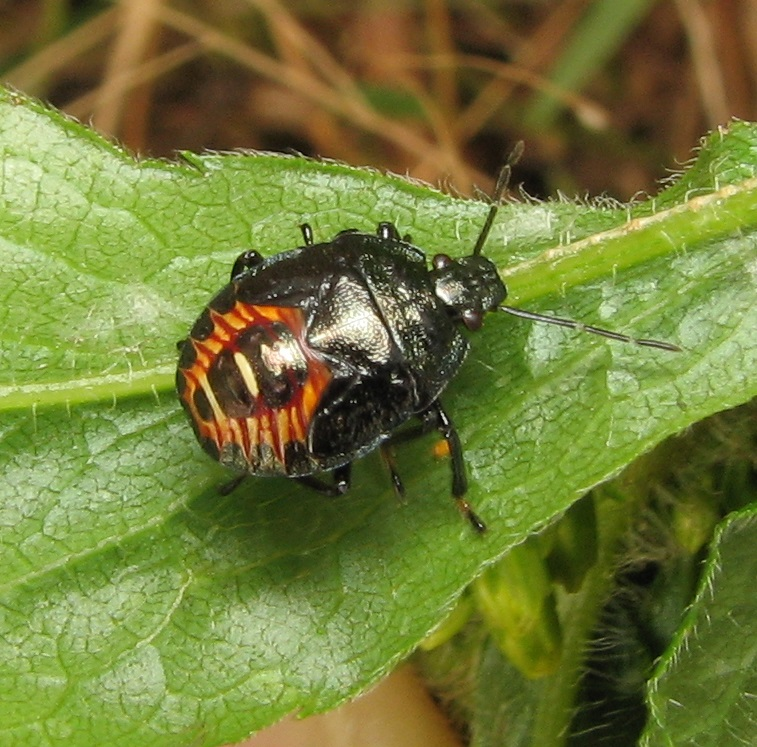
Perillus sp. ninfa

## Géneros
- Afrius (Sin. Subafrius)
- Alcaeorrhynchus Bergoth, 1891 (Sin. Mutyca)
- Amyotea
- Anasida
- Andrallus Bergroth, 1906 (Sin. Audinetia)
- Apateticus
- Apoecilus
- Arma Hahn, 1832
- Australojalla
- Blachia (Sin. Sesha)
- Brontocoris
- Bulbostethus
- Canthecona
- Cantheconidea
- Cazira (Sin. Acicazira, Breddiniella, Metacazira, Teratocazira)
- Cecyrina
- Cermatulus
- Colpothyreus
- Comperocoris
- Coryzorhaphis (Sin. Gilva)
- Damarius
- Dinorhynchus (Sin. Neoglypsus)
- Discocera (Sin. Acanthodiscocera, Paradiscocera)
- Dorycoris (Sin. Claudia)
- Ealda
- Eocanthecona
- Euthyrhynchus Dallas, 1851
- Friarius
- Glypsus (Sin. Cataglypsus, Epiglypsus, Paraglypsus)
- Hemallia (Sin. Allia)
- Heteroscelis (Sin. Agerrus, Bodetria, Heterosceloides)
- Hoploxys
- Jalla Hahn, 1832
- Jalloides
- Leptolobus (Sin. Moyara)
- Macrorhaphis Dallas, 1851
- Marmessulus (Sin. Marmessus)
- Martinia
- Martinina (Sin. Incitatus)
- Mecosoma
- Megarhaphis
- Mineus
- Montrouzieriellus (Sin. Acanthomera, Heteropus)
- Oechalia (Sin. Hawaiicola)
- Oplomus (Sin. Catostyrax, Polypoecilus, Stictocnemis)
- Ornithosoma
- Parajalla (Sin. Neojalla)
- Parealda
- Perillus Stål, 1862 (Sin. Gordonerius, Perilloides)
- Picromerus Amyot & Serville, 1843
- Pinthaeus Stål, 1867
- Planopsis
- Platynopiellus
- Platynopus
- Podisus Herrich-Schäffer, 1851 (Sin. Eupodisus, Telepta)
- Ponapea
- Pseudanasida
- Rhacognathus Fieber, 1860
- Stiretrus (Sin. Karaibocoris, Oncogaster, Stictocoris, Stictonotion, Stictonotus, Stiretroides, Stiretrosoma)
- Supputius
- Troilus Stål, 1867
- Tylospilus
- Tynacantha
- Tyrannocoris
- Zicrona Amyot & Serville, 1843